# Iglesia del Corazón de María (Valparaíso)
La iglesia del Corazón de María es un templo católico ubicado a los pies del cerro el litre, en El Almendral, plan de la ciudad de Valparaíso, Chile. Construida por la Congregación Claretiana, fue inaugurada el 15 de agosto de 1913. La iglesia fue declarada Monumento Nacional de Chile, en la categoría de Monumento Histórico, mediante el Decreto Exento n.º 355, del 20 de mayo de 2003.

## Historia
La Congregación Claretiana llegó a la ciudad de Valparaíso en 1880, participando en trabajos pastorales en el Hospital San Juan de Dios y en el Asilo del Buen Pastor. En gratitud a su trabajo, el Arzobispado de Santiago decidió entregarles la casa de ejercicios de San José, ubicada a los pies del cerro Las cañas,terrenos que fueron donados a la iglesia por Juana Ross de Edwards.
A cargo del arquitecto José Viladrich y del director de obras Pedro Mas —ambos religiosos de la congregación—, se construyeron un claustro y una pequeña capilla al costado de la casa de ejercicios. En el año 1895 se inició la construcción de una iglesia, cuyos trabajos terminaron el 24 de agosto de 1901.
La iglesia fue severamente dañada luego del terremoto de 1906, por lo que se decidió su demolición y la construcción de un nuevo templo, trabajos que se encomiendan a Luis Echavarri, siendo parte del plan de la Junta de Reconstrucción. La construcción del nuevo templo finalizó el 15 de agosto de 1913, fecha de inauguración de la iglesia. En 1992 la congregación pasó la administración de la iglesia al Obispado de Valparaíso.

## Descripción

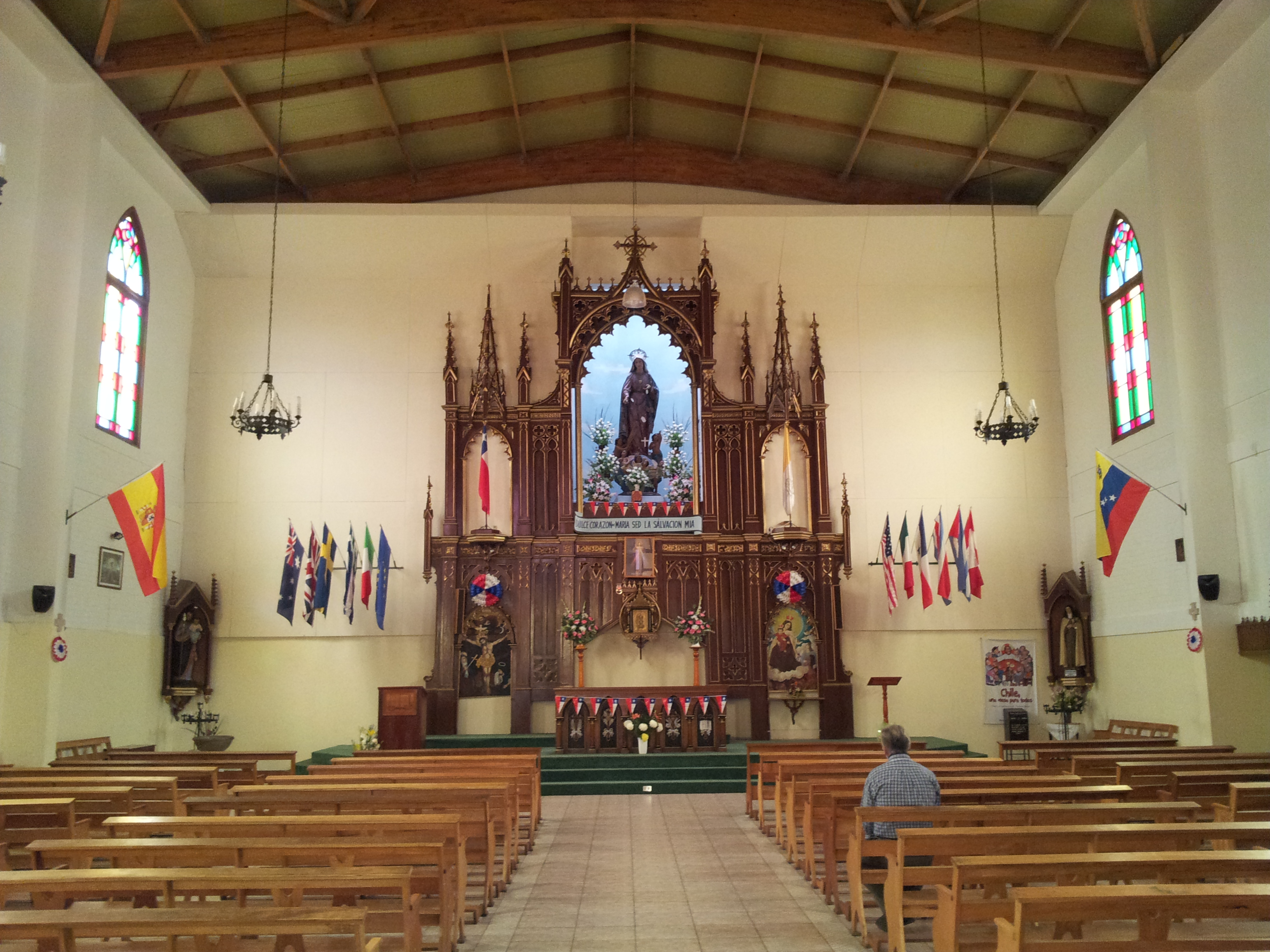
Vista del altar de la iglesia.

La iglesia se ubica en la intersección de calle Uruguay con Pocuro, a los pies del cerro La Cruz. De estilo neogótica, la planta del templo contempla una nave mayor y una menor, que se ubica lateralmente. Su construcción es de hormigón en masa y de reticulado de acero. Su cielo es de madera laminada. El templo cuenta con una torre con campanario y reloj.